# Jeanne Dormaels
Rosalia Joanna Dormaels (Wilsele, 14 juli 1908 - Ravensbrück, 15 maart 1945) was een Vlaamse verzetsstrijder tijdens de Tweede Wereldoorlog.Ze was lid van het partizanenkorps 034 dat sterk was uitgebouwd in de streek rond Leuven. Als koerier vervoerde ze wapens en berichten, samen met een vrouw uit het nabijgelegen Tildonk. Over haar redenen om verzet te plegen is weinig met zekerheid bekend. Haar echtgenoot was beroepsmilitair en het is zeker dat voor haar geen plaats in haar land was voor de Duitse bezetter. Waarschijnlijk heeft ook haar schoonbroer die actief was bij dezelfde partizanen haar motivatie versterkt.

## In gevangenschap
Op 18 februari 1944 (en niet 1943 zoals ten onrechte in de Wereldgeschiedenis van Vlaanderen vermeld) werd Jeanne Dormaels van haar bed gelicht door de nazipolitiedienst Gestapo en opgesloten in de gevangenis van Leuven. Haar echtgenoot was op dat moment krijgsgevangene in Duitsland en kwam pas in mei 1945 vrij, veel later dan andere krijgsgevangen Vlamingen. Dormaels dochters, elf, negen en vijf jaar oud werden door de grootouders opgevangen.
Na een kort verblijf in Leuven verhuisde Dormaels naar de gevangenis van Sint-Gillis en later naar het kamp Vught (nabij ’s Hertogenbosch in Nederland). Uiteindelijk kwam ze in het concentratiekamp van Ravensbrück in Duitsland terecht.

## Na haar dood
Op haar bidprentje stond te lezen:

Teergeliefde echtgenoot, lieve kinderen en familie, hoe bitter is de kelk die men mij doet ledigen. Sterven als een wrak, ver weg van U, mijn teergeliefden, is een pijnlijke marteling. Gaarne had ik U allen weergezien, maar God die over alles beschikt, heeft mij weggenomen, om U nog groter leed te besparen

Jeanne Dormaels was in Vlaanderen en in haar geboorteplaats wat vergeten, behalve door haar familie. Op 7/7/2020 is daar verandering in gekomen. Het Stationsplein van Wijgmaal werd naar haar vernoemd.